# ポンテ・サン・ニコロ
ポンテ・サン・ニコロ（伊: Ponte San Nicolò）は、イタリア共和国ヴェネト州パドヴァ県にある、人口約13,000人の基礎自治体（コムーネ）。

## 地理

### 位置・広がり

#### 隣接コムーネ
隣接するコムーネは以下の通り。
- アルビニャーゼゴ
- カザルセルーゴ
- レニャーロ
- パードヴァ
- ポルヴェラーラ

### 気候分類・地震分類
ポンテ・サン・ニコロにおけるイタリアの気候分類 (it) および度日は、zona E, 2383 GGである。
また、イタリアの地震リスク階級 (it) では、zona 3 (sismicità bassa) に分類される。

## 行政

### 分離集落
ポンテ・サン・ニコロには、以下の分離集落（フラツィオーネ）がある。
- Rio, Roncaglia, Roncajette

## 姉妹都市
- Crest、フランス
- Dobra、ポーランド